# Oxyopomyrmex saulcyi
Oxyopomyrmex saulcyi är en myrart som beskrevs av Carlo Emery 1889. Oxyopomyrmex saulcyi ingår i släktet Oxyopomyrmex och familjen myror.

## Underarter
Arten delas in i följande underarter:
- O. s. latinodis
- O. s. saulcyi